# 이자율
이자율(利子率)이란 채권자에게서 빌린 돈을 사용하기 위해 채무자가 지불하는 원금에 대한 빛
의 비율이다. 이자의 총액은 원금, 이자율, 복리, 빌린 기간에 따라서 달라진다.
이자율은 빌려준 돈에 대한 이자의 비율이며 일반적으로 연간 백분율로 표시한다. 은행이나 다른 대출 기관이 돈을 빌리기 위해 청구하는 비율 또는 은행이 계좌에 보관하기 위해 비용을 지불하는 금액의 비율이다.
이자율은 화폐의 수급 사이에 개제하는 가격으로 이는 자본주의 경제기구에서 중요한 역할을 하고 있다. 화폐의 수요는 투자자금으로서의 수요와, 거래동기·예비적 동기·투기적 동기에 의한 유동성 선호로서의 수요라는 두 가지로 대별된다.

## 역사

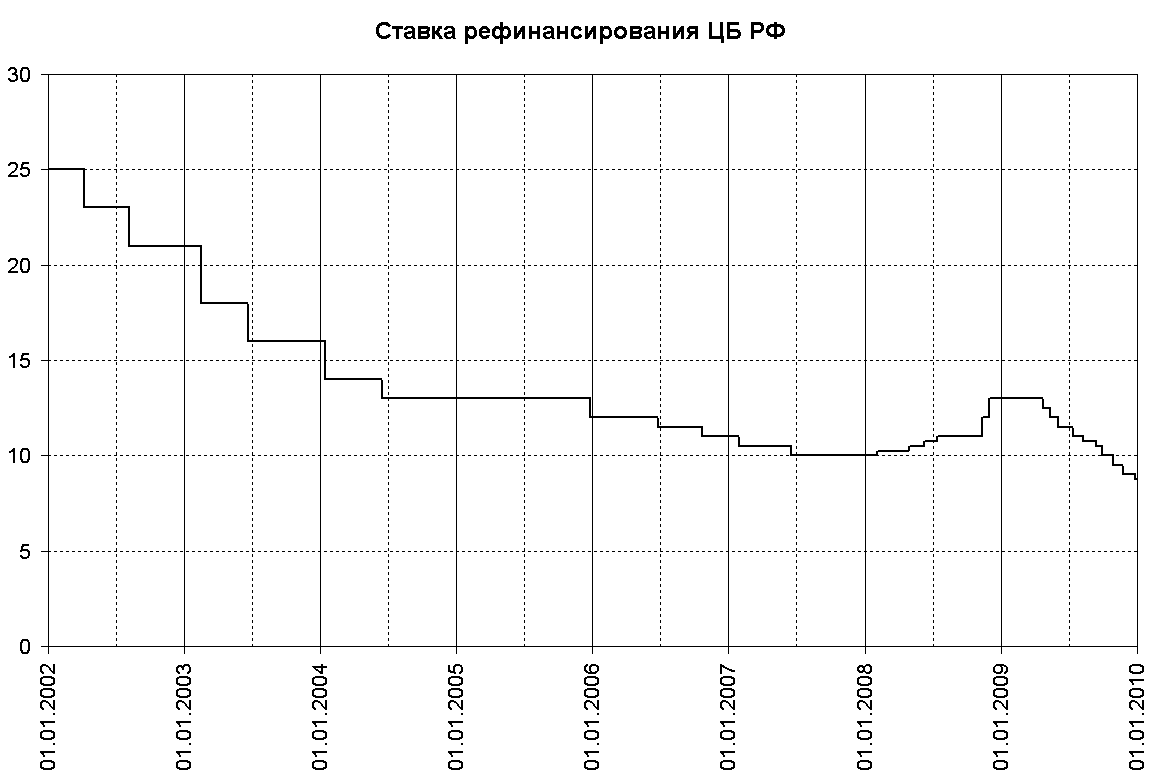
러시아 중앙은행의 기준금리 변동그래프(2002년 ~ 2009년)

이자율은 중앙 정부나 중앙 은행에 의해 설정됐다. 단적인 예로 미국의 기준금리를 설정하는 연방준비제도에서는 지난 50년간 금리를 경제상황에 따라 0.25% ~ 19%까지 설정했다. 또한 영국의 중앙은행인 영란은행에서도 지난 30년간 0.5% ~ 15% 사이로 기준금리를 조정해왔다. 독일의 경우 제1차 세계대전 패전 후 1920년대에 기준금리가 90%에 달했으나, 2000년대에는 2% 대까지 떨어졌다. 2007년 짐바브웨에서는 초인플레이션으로 인해 기준금리를 800%까지 인상하기도 했다.

## 표준금리
표준금리(標準金利)는 시중은행이 대출할 때의 금리 가운데 표준이 되는 것을 말한다. 그것이 적용되는 것은 신용도로서 이에 준하는 어음의 할인, 대부의 경우에 한정되어 있다. 표준금리 설정의 목적은 공정 보합(公定步合)으로 슬라이드 시켜 표준 금리를 동원시키는 일로 인해서 대출 금리의 최고 한도를 흔들리지 않도록 하기 위함이다.

## 같이 보기
- 거시경제학
- 투자에 대한 수익률